# Gobivenator
Gobivenator é um gênero fóssil de dinossauro da família Troodontidae do Cretáceo Superior da Mongólia. Ah uma única espécie descrita para o gênero Gobivenator mongoliensis. Seus restos fósseis foram encontrados na formação Djadokhta na região central do deserto de Gobi.